# Lutécium
A lutécium a periódusos rendszer egyik kémiai eleme. Vegyjele Lu, rendszáma 71. A periódusos rendszernek nem az f-mezőjében, hanem annak d-mezőjében helyezkedik el, ennek ellenére az IUPAC lantanoidaként osztályozza. Azon elemek közé tartozik, melyek a hagyományos osztályozás szerint a ritkaföldfémek közé tartoznak. Egyik izotópját, a 176Lu-ot meteoritok korának meghatározására használják. A lutécium általában az ittriummal együtt fordul elő, fémötvözetekben és vegyi reakciók katalizátoraként alkalmazzák.

## Fizikai jellemzői
A lutécium ezüstös-fehér, korrózióálló, három vegyértékű fém. A ritkaföldfémek között a legnehezebb és legkeményebb, atomsugara a legkisebb.
A lantanoidák között a legmagasabb olvadáspontú elem, ez valószínűleg a lantanoidákra jellemző elektronfelhő-összehúzódásra (lantanoidakontrakció) vezethető vissza.

## Története
A lutéciumot (Lutetia latinul Párizst jelent) egymástól függetlenül fedezte fel 1907-ben Georges Urbain francia tudós, Carl Auer von Welsbach báró, osztrák ásványtantudós és Charles James, amerikai vegyész. Mindannyian az itterbium ásványában, szennyezésként találták meg a lutéciumot. Az ásványról Marignac korábban azt feltételezte, hogy teljes egészében itterbiumot tartalmaz.
A lutécium elválasztását az itterbium ásványából először Urbainnek sikerült véghez vinnie és leírnia, ezért őt illette az elnevezés joga. A felfedezés elsősége körüli vita két szakmai cikkben is olvasható, ezekben Urbain és Welsbach kölcsönösen egymást vádolja azzal, hogy olyan eredményeket publikáltak, melyeket a másik kutatásai befolyásoltak.
Az elemek elnevezéséért felelős szervezet, a Commission on Atomic Mass 1909-ben döntötte el a vitát azzal, hogy az elsőséget Urbainnek adta, és az ő elnevezését fogadták el hivatalosként. Ezzel a döntéssel az egyetlen probléma az volt, hogy a bizottság négy tagjának egyike maga Urbain volt.
A történet fintora, hogy Charles James, aki szerényen kivonta magát az elsőség körüli vitából, a többieknél sokkal nagyobb léptékben dolgozott, és elvitathatatlanul ő rendelkezett akkoriban a legnagyobb mennyiségű lutéciummal.

## Előfordulása

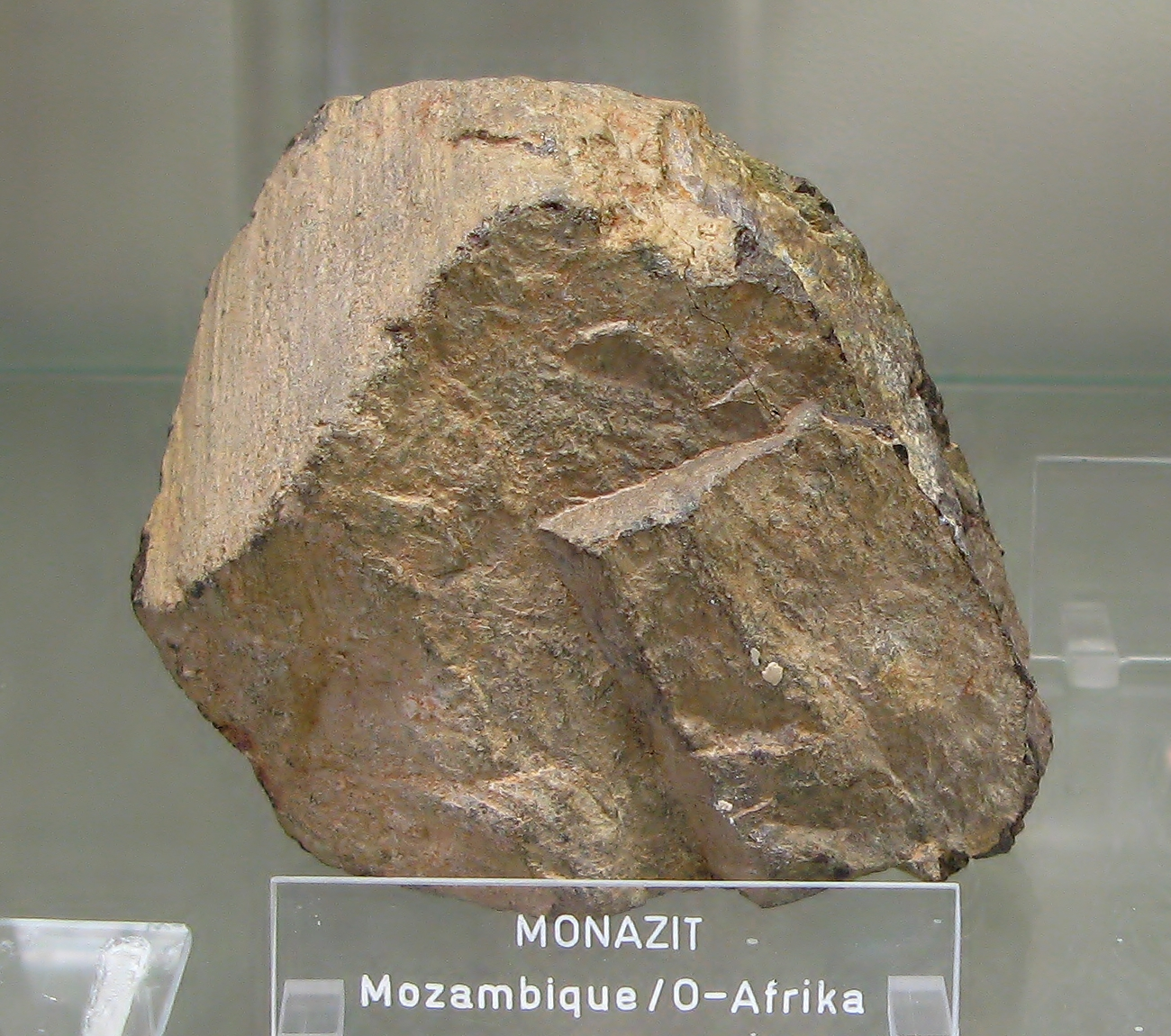
Monacit

A lutécium szinte bármely más ritkaföldfémmel együtt előfordulhat, de nagyon nehéz azoktól szeparálni. A gazdaságosan kitermelhető lutécium a monacit foszfát-ásványban (Ce, La stb.) PO4 fordul elő, melynek lutéciumtartalma 0,003%. A lutécium koncentrációja a földkéregben 0,5 mg/kg. A legfontosabb lelőhelyek Kínában, az Egyesült Államokban, Brazíliában, Indiában, Srí Lankán és Ausztráliában találhatók. A világon összesen kitermelt lutécium mennyisége körülbelül 10 tonna évente. Tiszta lutécium fémet csak az utóbbi időben sikerült előállítani, előkészítése rendkívül bonyolult. A ritkaföldfémek közül az egyik legritkább és legdrágább elem, ára 10 000 dollár/kg körül mozog.